# Sir Graham Moore Island
Sir Graham Moore Island (nome aborigeno Niiwalarra) è un'isola situata all'ingresso della Napier Broome Bay, lungo la costa nord dell'Australia Occidentale, nelle acque dell'oceano Indiano. Appartiene alla Local government area della Contea di Wyndham-East Kimberley, nella regione di Kimberley. I proprietari tradizionali dell'area sono i popoli Balanggarra del gruppo linguistico Worrorran; prima del XIX secolo era abitata dal popolo Juarinanda.
L'isola si trova a nord della Anjo Peninsula e circa 45 km a nord del centro abitato di Kalumburu. Ha una superficie di 27,74 km².
Sir Graham Moore Island dà il suo nome a un piccolo gruppo di isole, le Sir Graham Moore Islands; la seconda per grandezza è Scorpion Island, che ha una superficie di 333 ha e si trova affiancata a nord-est. A sud-est si trovano le Governor Islands.
Una specie a rischio diffusa sull'isola è il rakali.

## Toponimo
Le Sir Graham Moore Islands sono state così chiamate da Phillip Parker King nel 1819 in onore dell'ammiraglio Graham Moore (1764–1843), uno dei Lord dell'Ammiragliato.